# Röstgraben (Wern)
Der Röstgraben ist ein circa 1 Kilometer langer Bach im unterfränkischen Schweinfurter Becken und ein linker Zufluss der Wern, der im  bayerischen Landkreis Schweinfurt verläuft.

## Geographie

### Verlauf

#### Quellgebiet
Der Röstgraben entspringt auf einer Höhe von 237 m ü. NHN direkt an der Gemeindegrenze von Poppenhausen zu Niederwerrn und gut hundert Meter östlich der in der Gemarkung des zu Poppenhausen gehörenden Gemeindeteils Kronungen auf der anderen Seite der Wern an einem Mühlgraben stehenden Storchmühle, einer noch funktionsfähigen Mühle mit einer durch eine Turbine erzeugten 15-kW-Wasserkraft zur Stromeinspeisung, die heute außerdem noch Schrot herstellt und einen Mühlenladen sowie eine Gaststätte betreibt. Die nur intermittierend schüttende Quelle liegt im Grünland am Ostrand der etwas weniger als 170 Meter breiten Wernaue etwa 80 Meter südöstlich der Einmündung des Gänsbrunngrabens in die Wern. Ungefähr 600 Meter im Nordwesten von dort liegt das Pfarrdorf Kronungen und rund 400 Meter im Süden das als Gemeindeteil zu Niederwerrn  gehörende Kirchdorf Oberwerrn.
Die Talfüllung der Flussaue besteht aus pleistozänen bis holozänen Sanden und Kiesen, die teilweise unter Flusslehm oder Flussmergel liegen und fast ausschließlich von Gley und Gley-Braunerde bedeckt werden; und an den südwestexponierten Hängen stehen Untere Tonstein- und Gelbkalkschichten mit Sedimenten von grauem, blaugrauem und grünlichem Ton- oder Mergelgestein in Wechsellagerung mit dichtem und gelbgrauem Dolomitgestein sowie schluffigem, feinkörnigem und grüngrauem bis gelbbraunem Sandstein der Erfurt-Formation des Unteren Keupers der Mitteltrias an, über die sich vorherrschend Braunerde abgelagert hat. Dort wächst an der Hangkante des Froschbergs eine Hecke mit Holunder und Hartriegel sowie eingestreuten Obstbäumen, die von Hopfen überwuchert ist.

#### Weiterer Verlauf
Innerhalb der Gemarkung von Oberwerrn fließt Röstgraben zunächst, in etwa parallel zur Wern, gesäumt von einer Baumreihe und begleitet auf der rechten Seite von einem Feldweg, zwischen der früher Wern Grund und heute Im Werner Grund genannten Flur auf der rechten Seite und der Flur Am Froschberg auf der linken,  südsüdostwärts durch Felder und Wiesen und kreuzt dabei einen Feldweg. Knapp 300 Meter bachabwärts wird er bei der Flur Störlein auf seiner linken Seite vom aus dem Osten kommenden und ganzjährig wasserführenden Sterngraben gespeist. 
Dem trotz dieser Verstärkung weiterhin unbeständigen Röstgraben nähert sich ein wenig später ein örtlicher Wanderweg, an dem etwas weiter östlich in einer in den Jahren 1983 bis 1985 errichteten Lourdesgrotte eine Madonnafigur steht. Dieser Wanderweg knickt scharf nach links in der Straße Im Tal ab und begleitet ab da den Bach auf seiner linken Seite. Der Röstgraben erreicht den Nordwestrand der zu Oberwerrn gehörenden und nach dem Zweiten Weltkrieg erbauten Werntalsiedlung, die vom Altdorf gut 100 Meter entfernt im Osten liegt, da der Werngrund wegen der Hochwassergefahr unbebaut ist.
Der Wassergraben zieht nun am Westfuße des Hambacher Bergs am Rande der Siedlung entlang und passiert dabei die etwas mehr als 200 Meter entfernt im Westen stehende Marxmühe, wo jenseits der Wern der Nußgraben mündet. Der Bach unterquert dann den Wiesenweg, der Teil eines Fernwanderwegs ist, welcher als Zubringer den Unterfränkischen Jakobsweg mit der von Vacha und Fulda kommenden Teilstrecke verbindet, die beide zum überregionalen Netzwerk der Jakobswege gehören, auf denen schon ab dem Hochmittelalter Pilger nach Santiago de Compostela wanderten. Etwa 100 Meter entfernt steht südlich des Wiesenwegs am diesseitigen Ufer der Wern ein Bildstock mit Bildsäule, Bildhäuschen und Ehrensäule.
Er läuft danach in der Flur Thiergarten an auf seiner linken Seite liegendem  Kindergarten Oberwerrn vorbei und unterfließt anschließend die Bergstraße, auf welcher der Wern-Radweg entlangführt. Der Bach knickt dort fast rechtwinklig nach rechts ab und zieht südwestwärts an der rechts liegenden Bergstraße entlang auf deren anderer Seite ein Bolzplatz sowie ein Spielplatz liegen, an die sich nordwestlich in einer künstlich geschaffenen Mulde im schon länger unter Wasser stehenden Gelände ein Rohrkolbenröhricht liegt, das von Waldsimsen und verschiedenen Binsenarten umwachsen ist.

#### Mündung
Der Röstgraben mündet schließlich auf einer Höhe von 234 m ü. NHN unterhalb der Bergstraßenbrücke von links in die aus dem Nordwesten heranziehende Wern. Sein ungefähr 1 Kilometer langer Lauf endet nur etwa 3 Höhenmeter unterhalb seiner Quelle, er hat somit ein mittleres Sohlgefälle von circa 3 ‰. 
Schräg gegenüber auf der anderen Seite des Flusses steht am Rande der Bergstraße ein Heiligenstandbild samt einem Sockel mit einem Relief der Hl. Familie, auf dem eine Freifigur des Hl. Nepomuk steht, und knapp 300 Meter flussabwärts mündet ebenfalls auf der linken Seite der Bartelsgraben in die Wern.

### Einzugsgebiet
Das Einzugsgebiet des Röstgrabens liegt im Schweinfurter Becken und wird durch ihn über die Wern, den Main und den Rhein zur Nordsee entwässert.
Es grenzt
- im Süden an das Einzugsgebiet des Bartelsgrabens, der in Wern mündet;
- im Norden an das des Gänsbrunngrabens, der ebenfalls in die Wern mündet und
- ansonsten an das Einzugsgebiet der Wern direkt.

Am Oberlauf dominieren landschaftliche Nutzflächen und am Unterlauf das Siedlungsgebiet der Ortschaft Oberwerrn.

### Zuflüsse
- Sterngraben  (links), 0,9 km[3]

### Flusssystem Wern
- Fließgewässer im Flusssystem Wern